# ストーン郡 (アーカンソー州)
ストーン郡 (Stone County) はアメリカ合衆国アーカンソー州に位置する郡である。2000年現在、ここの人口は11,499人である。ここの郡庁所在地はマウンテンビューである。この郡は1873年4月21日に設立されこの地域の天然石層の名を取って命名された。
ストーン郡は有名な w:Blanchard Springs Caverns の本拠地である。

## 地理
アメリカ合衆国統計局によると、この郡は総面積1,578 km2 (609 mi2) である。このうち1,571 km2 (607 mi2) が陸地で7 km2 (3 mi2) が水地域である。総面積の0.47%が水地域となっている。

### 隣接する郡
- バクスター郡  (北西)
- イザード郡  (北東)
- インディペンデンス郡  (東)
- クリバーン郡  (南)
- ヴァンビューレン郡  (南西)
- サーシー郡  (西)

## 人口動静
2000年現在の国勢調査で、この郡は人口11,499人、4,768世帯、及び3,461家族が暮らしている。人口密度は7/km2 (19/mi2) である。4/km2 (9/mi2) の平均的な密度に5,715軒の住居が建っている。この郡の人種的構成は白人97.27%、アフリカン・アメリカン0.08%、先住民0.77%、アジア0.05%、太平洋諸島系0.03%、その他の人種0.15%、及び混血1.64%である。人口の1.08%がヒスパニックまたはラテン系である。
この郡内の住民は22.20%が18歳未満の未成年、18歳以上24歳以下が7.10%、25歳以上44歳以下が23.60%、45歳以上64歳以下が28.50%、及び65歳以上が18.60%にわたっている。中央値年齢は43歳である。女性100人ごとに対して男性は96.90人である。18歳以上の女性100人ごとに対して男性は95.30人である。
この郡の世帯ごとの平均的な収入は22,209米ドルであり、家族ごとの平均的な収入は28,009米ドルである。男性は20,904米ドルに対して女性は16,118米ドルの平均的な収入がある。この郡の一人当たりの収入 (per capita income) は14,134米ドルである。人口の18.90%及び家族の14.10%は貧困線以下である。全人口のうち18歳未満の26.20%及び65歳以上の12.10%は貧困線以下の生活を送っている。

## 都市及び町
- Fifty-Six
- マウンテンビュー